# Exponentiation
En mathématiques, l’exponentiation est une opération binaire non commutative qui étend la notion de puissance d'un nombre en algèbre. Elle se note en plaçant l'un des opérandes en exposant (d'où son nom) de l'autre, appelé base.
Pour des exposants rationnels, l'exponentiation est définie algébriquement de façon à satisfaire la relation :
{\displaystyle a^{b+c}=a^{b}\times a^{c}.}
Pour des exposants réels, complexes ou matriciels, la définition passe en général par l'utilisation de la fonction exponentielle, à condition que la base admette un logarithme :
{\displaystyle a^{b}=\exp(b\times \ln(a)).}
L'exponentiation ensembliste est définie à l'aide des ensembles de fonctions :
{\displaystyle F^{E}={\mathcal {F}}(E;F).}
Elle permet de définir l'exponentiation pour les cardinaux associés. Elle se généralise par ailleurs, en théorie des catégories, par la notion d'objet exponentiel.
Enfin, l'exponentiation des ordinaux est construite par récurrence transfinie :
{\displaystyle \alpha ^{\beta +1}=\alpha ^{\beta }\times \alpha .}
Il existe des algorithmes permettant de calculer une puissance, de façon plus efficace que par la méthode naïve consistant à le multiplier par lui-même plusieurs fois : voir exponentiation rapide.

## Règles opératoires
- Lorsque les exposants commutent :
{\displaystyle a^{b+c}=a^{b}\times a^{c}.}
- Lorsque les bases commutent :
{\displaystyle (ab)^{c}=a^{c}\times b^{c}.}

- Lorsque la base est un réel strictement positif :
{\displaystyle (a^{b})^{c}=a^{bc}.}